# Stare Selo, Rokîtne
Stare Selo (în ucraineană Старе Село) este localitatea de reședință a comunei Stare Selo din raionul Rokîtne, regiunea Rivne, Ucraina.

## Demografie
Componența lingvistică a localității Stare Selo
     Ucraineană (99,06%)
     Alte limbi (0,9%)
Conform recensământului din 2001, majoritatea populației localității Stare Selo era vorbitoare de ucraineană (99,06%), existând în minoritate și vorbitori de alte limbi.